# Celtic Underground
Celtic Underground es un grupo argentino que, desde su gestación en 2002, plasma en su obra la ambición de transgredir los límites entre la tradición y lo contemporáneo. Fieles a un estilo vanguardista, se han convertido en una de las pocas bandas del mundo que fusiona la música electrónica con la música celta. La combinación del moderno lenguaje musical electrónico con gaitas, Whistles y otros instrumentos tradicionales, forma una amplia gama de interesantes paisajes sonoros que van desde el Chill Out y el Dance hasta el Pop. La incorporación de elementos acústicos y la calidez de las voces, sumado al hecho de que la mayor parte del repertorio está conformado por composiciones propias, le dan a esta banda una marcada y personal orientación, haciendo aún más atractiva su original propuesta. Si bien, rindiendo honor a su nombre, ha hecho sólidas raíces en el ambiente indie local, los últimos años de trabajo y sus esfuerzos por desprenderse de aquella primera imagen de banda elitista, la perfilan gradualmente hacia las esferas del mainstream mundial.
El repertorio de Celtic Underground está conformado por canciones originales, obras instrumentales y algunas versiones propias de conocidos temas del Pop Británico. Los temas instrumentales exponen visiblemente los diversos géneros de la música tradicional escocesa. Reels, Hornpipes, Jigs, Strathspeys y Marches, son algunos ejemplos de ello.

## Detalles
A la programación, el uso de sintetizadores, samplers y loops, se le suman batería acústica, percusión electrónica, bajo y voz.
La veta tradicional de la música de Celtic Underground radica en la utilización de diversos elementos étnicos de la música escocesa. Con instrumentos como la gaita escocesa, en dos de sus variedades: Highland Bagpipe (gaita de las tierras altas) y la Scottish Smallpipe (otra variedad de gaita escocesa de sonido más dulce), el Violín y los Whistles (flautas tradicionales típicas de Irlanda y Escocia), se define el aporte de corte folk escocés.
Ya en su segundo disco Celtic Underground incorpora otros instrumentos muy usados en el género, como el Arpa Celta y la Mandolina.

## Miembros
- Ralph Tuero - Highland Bagpipes, Scottish Smallpipes, Tin & Low Whistles, Mandolina y Programación
- Germán Lami - Teclados, programación y voz
- Paz Linares Moreau - Voz
- Martín Sosa - Batería
- Fernando Iguacel - Bajo
- Luly Da Silva - Violín

Curiosidades
Ralph Tuero participó como músico invitado en el último disco de Alfredo Casero. También tocó la gaita como invitado en el disco Máquina de sangre de Los Piojos, Mancha Registrada de Super Ratones y en la nueva versión del City Eyes de Los Pericos.